# Samuel Chukwueze
Samuel Chimerenka Chukwueze (* 22. Mai 1999 in Umuahia, Abia) ist ein nigerianischer Fußballspieler. Der Flügelstürmer steht in Diensten der AC Mailand und ist Nationalspieler.

## Vereinskarriere

### FC Villarreal
Chukwueze wechselte 2017 aus der Diamond Football Academy zur Jugendakademie des FC Villarreal. Nachdem er zunächst dem A-Jugendteam des Vereins zugeteilt worden war, debütierte er im April 2018 für die 2. Mannschaft bei einem 1:1 gegen den CE Sabadell in der Segunda División B. Mit der 2. Mannschaft von Villarreal beendete er die Saison 2017/18 auf dem 2. Tabellenplatz und verpasste in der Relegation gegen den FC Elche nur knapp den Aufstieg in die 2. Liga.
Chukwueze gab im September 2018 sein Debüt in der ersten Mannschaft, als er beim 2:2 gegen die Glasgow Rangers in der Gruppenphase der UEFA Europa League für Nicola Sansone eingewechselt wurde. Sein erstes Tor für den FC Villarreal erzielte er im November 2018 beim 3:3 gegen UD Almería im spanischen Pokal. Schon in seiner ersten Saison entwickelte sich Chukwueze immer mehr zu einem wichtigen Spieler für den FC Villarreal. Einen Status, den er in den folgenden Jahren weiter ausarbeitete und dadurch auch immer ein fester Bestandteil der Startelf war. In der Saison 2020/21 gewann Chukwueze mit dem FC Villarreal die UEFA Europa League, auch wenn er das Finale gegen Manchester United aufgrund einer Verletzung am Oberschenkel verpasste. In der folgenden Spielzeit erreichte er mit Villarreal in der Champions League überraschend das Halbfinale, in welchem die Spanier nach zwei Niederlagen gegen den FC Liverpool ausschieden. Im Turnierverlauf erzielte Chukwueze dabei im Viertelfinal-Rückspiel gegen den FC Bayern München das entscheiden Tor für den Halbfinaleinzug.

### AC Mailand
Nach 6 Jahren beim FC Villarreal wechselte Chukwueze im Juli 2023 zur AC Mailand nach Italien. Für die Mailänder debütierte er am 21. August 2023 beim 0:2-Auswärtssieg im Ligaspiel gegen den FC Bologna, bei welchem er in der 2. Halbzeit für Christian Pulisic eingewechselt wurde. Am 6. Januar 2025 gewann Chukwueze mit den Rossoneri die Supercoppa Italiana, kam beim Turnier jedoch verletzungsbedingt nicht zum Einsatz.

## Nationalmannschaft
Chukwueze spielte im Februar 2015 erstmals für die U17-Jugendmannschaft von Nigeria, mit welcher er im gleichen Jahr die U17-Fußball-Weltmeisterschaft gewinnen konnte. Er stand bei allen Spielen der Weltmeisterschaft auf dem Spielfeld und erzielte dabei 3 Tore und legte weitere 4 Tore vor.
Im Oktober 2018 wurde Chukwueze erstmals von Nationaltrainer Gernot Rohr in den Kader der A-Nationalmannschaft von Nigeria einberufen. Am 20. November 2018 debütierte er für die Nationalmannschaft bei einem 0:0-Unentschieden gegen Uganda. Im darauffolgenden Jahr nahm er erstmals mit Nigeria am Afrika-Cup teil. Das Turnier beendeten Chukwueze und Nigeria nach einer Niederlage im Halbfinale gegen den späteren Afrikameister Algerien und einem Sieg im folgenden Spiel gegen Tunesien auf dem dritten Platz. Außerdem erzielte Chukwueze bei diesem Turnier im Viertelfinale gegen Südafrika sein erstes Tor für Nigeria. Auch im Jahr 2022 nahm er mit Nigeria am Afrika-Cup teil, allerdings schied man bereits im Achtelfinale gegen Tunesien aus. Im März 2022 verpasste Chukwueze mit Nigeria nach einem 0:0 im Hinspiel und einem 1:1 im Rückspiel gegen Ghana nur knapp die Qualifikation zur Weltmeisterschaft in Katar. Beim Afrika-Cup 2024 konnte er mit der Mannschaft bis ins Finale einziehen, unterlag dort jedoch der gastgebenden Elfenbeinküste.

## Erfolge
Nigeria
- U17-Weltmeister: 2015

FC Villarreal
- UEFA-Europa-League-Sieger: 2021

AC Mailand
- Italienischer Supercupsieger: 2024

Auszeichnungen
- Nominierung für die Kopa-Trophäe: 2019 (9. Platz)
- Bester Afrikaner der Primera División: 2022/23[15]